# Dendrosipanea spigelioides
Dendrosipanea spigelioides är en måreväxtart som beskrevs av Adolpho Ducke. Dendrosipanea spigelioides ingår i släktet Dendrosipanea och familjen måreväxter. Inga underarter finns listade i Catalogue of Life.